# Pośród kwiatów i cieni
Pośród kwiatów i cieni – album polskiej grupy muzycznej Artrosis. Wydawnictwo ukazało się 17 listopada 1999 roku nakładem wytwórni muzycznej Metal Mind Productions. W 2000 roku ukazała się anglojęzyczna wersja album pt. In the Flowers' Shade.

## Lista utworów
Źródło.
1. "Nieprawdziwa historia cz. I" (muzyka: Artrosis, słowa: Medeah) – 4:00
2. "Nieprawdziwa historia cz. II" (muzyka: Artrosis, słowa: Medeah) – 4:40
3. "Biała karta" (muzyka: Artrosis, słowa: Medeah) – 4:56
4. "♂" (muzyka: Artrosis) – 2:15
5. "A ja" (muzyka: Artrosis, słowa: Medeah) – 4:15
6. "Morfeusz" (muzyka: Artrosis, słowa: Medeah) – 4:51
7. "Pośród kwiatów i cieni" (muzyka: Artrosis, słowa: Medeah) – 5:01
8. "Kolejny rozdział" (muzyka: Artrosis, słowa: Medeah) – 4:20
9. "♀" (muzyka: Artrosis) – 4:56
10. "Dwie drogi" (muzyka: Artrosis, słowa: Medeah) – 4:33
11. "My" (+ "Djembe"Utwór ukryty.) (muzyka: Artrosis, słowa: Medeah) – 3:47 (7:30)
12. "Omamiony" (muzyka: Artrosis, słowa: Medeah) – 4:07
13. "Pośród kwiatów i cieni" (teledysk) – 5:01

| In the Flowers' Shade |
| --- |
| 1. "Unreal Story part I" 2. "Unreal Story part II" 3. "White Page" 4. "And I Will" 5. "Morpheus" 6. "Among Flowers And Shadows" 7. "The Following Chapter" 8. "Two Ways" 9. "We" 10. "Delusion" |

## Twórcy
Źródło.

- Magdalena "Medeah" Stupkiewicz-Dobosz – śpiew
- Maciej Niedzielski – instrumenty klawiszowe
- Rafał "Grunthell" Grunt – gitara elektryczna
- Marcin Pendowski – gitara basowa
- Artur Dominik – gościnnie tabla, bongosy
- Marcin Bors – miksowanie
- Tomasz "Graal" Daniłowicz – okładka, oprawa graficzna